# Cholet-Pays de la Loire 2021
Cholet-Pays de la Loire 2021 – 42. edycja wyścigu kolarskiego Cholet-Pays de la Loire, która odbyła się 28 marca 2021 na liczącej 203 kilometry trasie wokół Cholet. Impreza kategorii 1.1 była częścią UCI Europe Tour 2021.

## Uczestnicy

### Drużyny
| WorldTeams (4)- AG2R Citroën Team - Cofidis - Groupama-FDJ - Intermarché-Wanty-Gobert Matériaux ProTeams (11)- Androni Giocattoli-Sidermec - Arkéa-Samsic - B&B Hotels p/b KTM - Bingoal Pauwels Sauces WB - Burgos-BH - Caja Rural-Seguros RGA - Delko - Rally Cycling - Sport Vlaanderen-Baloise - Total Direct Énergie - Uno-X Pro Cycling Team Continental teams (6)- Canyon dhb SunGod - Development Team DSM - Riwal - Saint Michel-Auber 93 - Swiss Racing - Xelliss-Roubaix Lille Métropole |
| |

### Lista startowa
| AG2R Citroën Team ACT | AG2R Citroën Team ACT   | AG2R Citroën Team ACT |
| --------------------- | ----------------------- | --------------------- |
| Nr                    | Kolarz                  | Miejsce               |
| 1                     | Marc Sarreau (FRA)      | 5.                    |
| 2                     | Benoît Cosnefroy (FRA)  | 62.                   |
| 3                     | Alexis Gougeard (FRA)   | 114.                  |
| 4                     | Dorian Godon (FRA)      | 4.                    |
| 5                     | Anthony Jullien (FRA)   | 28.                   |
| 6                     | Lawrence Naesen (BEL)   | 22.                   |
| 7                     | Nans Peters (FRA)       | 36.                   |
| 8                     | Nicolas Prodhomme (FRA) | DNF                   |

| Cofidis COF | Cofidis COF               | Cofidis COF |
| ----------- | ------------------------- | ----------- |
| Nr          | Kolarz                    | Miejsce     |
| 11          | Elia Viviani (ITA)        | 1.          |
| 12          | Fabio Sabatini (ITA)      | 42.         |
| 13          | Simon Geschke (GER)       | 58.         |
| 14          | Eddy Finé (FRA)           | 93.         |
| 15          | Emmanuel Morin (FRA)      | 65.         |
| 16          | Anthony Perez (FRA)       | 94.         |
| 17          | Pierre-Luc Périchon (FRA) | 52.         |
| 18          | Victor Lafay (FRA)        | 117.        |

| Groupama-FDJ GFC | Groupama-FDJ GFC        | Groupama-FDJ GFC |
| ---------------- | ----------------------- | ---------------- |
| Nr               | Kolarz                  | Miejsce          |
| 21               | Alexys Brunel (FRA)     | 109.             |
| 22               | Clément Davy (FRA)      | 96.              |
| 23               | Jake Stewart (GBR)      | 29.              |
| 24               | Lars van den Berg (NED) | DNF              |
| 25               | Rait Ärm (EST)          | 81.              |
| 26               | Paul Penhoët (FRA)      | 125.             |
| 27               | Romain Seigle (FRA)     | 74.              |
| 28               | Lewis Askey (GBR)       | 66.              |

| Intermarché-Wanty-Gobert Matériaux IWG | Intermarché-Wanty-Gobert Matériaux IWG | Intermarché-Wanty-Gobert Matériaux IWG |
| -------------------------------------- | -------------------------------------- | -------------------------------------- |
| Nr                                     | Kolarz                                 | Miejsce                                |
| 31                                     | Théo Delacroix (FRA)                   | 51.                                    |
| 32                                     | Jasper De Plus (BEL)                   | 91.                                    |
| 33                                     | Ludwig De Winter (BEL)                 | 84.                                    |
| 34                                     | Maurits Lammertink (NED)               | 11.                                    |
| 35                                     | Riccardo Minali (ITA)                  | DNF                                    |
| 36                                     | Georg Zimmermann (GER)                 | 30.                                    |
| 37                                     | Wesley Kreder (NED)                    | 31.                                    |

| Arkéa-Samsic ARK | Arkéa-Samsic ARK         | Arkéa-Samsic ARK |
| ---------------- | ------------------------ | ---------------- |
| Nr               | Kolarz                   | Miejsce          |
| 41               | Thomas Boudat (FRA)      | 8.               |
| 42               | Nacer Bouhanni (FRA)     | DSQ              |
| 43               | Thibault Guernalec (FRA) | 137.             |
| 44               | Markus Pajur (EST)       | 73.              |
| 45               | Romain Hardy (FRA)       | 122.             |
| 46               | Winner Anacona (COL)     | 48.              |
| 47               | Dayer Quintana (COL)     | 71.              |

| Delko DKO | Delko DKO                 | Delko DKO |
| --------- | ------------------------- | --------- |
| Nr        | Kolarz                    | Miejsce   |
| 51        | Pierre Barbier (FRA)      | 3.        |
| 52        | Clément Berthet (FRA)     | 39.       |
| 53        | Lucas De Rossi (FRA)      | 60.       |
| 54        | Evaldas Šiškevicius (LTU) | 64.       |
| 55        | Biniam Girmay (ERI)       | 47.       |
| 56        | Dušan Rajović (SRB)       | DNF       |
| 57        | August Jensen (NOR)       | 116.      |
| 58        | Clément Carisey (FRA)     | 98.       |

| B&B Hotels p/b KTM BBK | B&B Hotels p/b KTM BBK | B&B Hotels p/b KTM BBK |
| ---------------------- | ---------------------- | ---------------------- |
| Nr                     | Kolarz                 | Miejsce                |
| 61                     | Pierre Rolland (FRA)   | 40.                    |
| 62                     | Cyril Barthe (FRA)     | 57.                    |
| 63                     | Maxime Chevalier (FRA) | 135.                   |
| 64                     | Thibault Ferasse (FRA) | 104.                   |
| 65                     | Jonathan Hivert (FRA)  | 110.                   |
| 66                     | Luca Mozzato (ITA)     | 24.                    |
| 67                     | Kévin Reza (FRA)       | 67.                    |
| 68                     | Nicola Bagioli (ITA)   | DNF                    |

| Burgos-BH BBH | Burgos-BH BBH            | Burgos-BH BBH |
| ------------- | ------------------------ | ------------- |
| Nr            | Kolarz                   | Miejsce       |
| 71            | Victor Langellotti (MON) | DNF           |
| 72            | Isaac Cantón (ESP)       | 79.           |
| 73            | Manuel Peñalver (ESP)    | 111.          |
| 74            | Juan Felipe Osorio (COL) | 78.           |
| 75            | Alex Molenaar (NED)      | 128.          |
| 76            | Ángel Fuentes (ESP)      | 25.           |
| 77            | Jesús Ezquerra (ESP)     | 16.           |
| 78            | Edwin Ávila (COL)        | 82.           |

| Total Direct Énergie TDE | Total Direct Énergie TDE | Total Direct Énergie TDE |
| ------------------------ | ------------------------ | ------------------------ |
| Nr                       | Kolarz                   | Miejsce                  |
| 81                       | Niccolò Bonifazio (ITA)  | 13.                      |
| 82                       | Alexandre Geniez (FRA)   | 59.                      |
| 83                       | Jérôme Cousin (FRA)      | DNF                      |
| 84                       | Marlon Gaillard (FRA)    | 103.                     |
| 85                       | Valentin Ferron (FRA)    | 49.                      |
| 86                       | Lorrenzo Manzin (FRA)    | 99.                      |
| 87                       | Paul Ourselin (FRA)      | 101.                     |
| 88                       | Julien Simon (FRA)       | 21.                      |

| Sport Vlaanderen-Baloise SVB | Sport Vlaanderen-Baloise SVB | Sport Vlaanderen-Baloise SVB |
| ---------------------------- | ---------------------------- | ---------------------------- |
| Nr                           | Kolarz                       | Miejsce                      |
| 91                           | Ruben Apers (BEL)            | DNF                          |
| 92                           | Kenny De Ketele (BEL)        | 90.                          |
| 93                           | Sander De Pestel (BEL)       | 134.                         |
| 94                           | Julian Mertens (BEL)         | DNF                          |
| 95                           | Jens Reynders (BEL)          | 35.                          |
| 96                           | Aaron Verwilst (BEL)         | 75.                          |
| 97                           | Sasha Weemaes (BEL)          | 141.                         |

| Rally Cycling RLY | Rally Cycling RLY      | Rally Cycling RLY |
| ----------------- | ---------------------- | ----------------- |
| Nr                | Kolarz                 | Miejsce           |
| 101               | Stephen Bassett (USA)  | 38.               |
| 102               | Robin Carpenter (USA)  | 121.              |
| 103               | Pier-André Côté (CAN)  | 12.               |
| 104               | Matteo Dal-Cin (CAN)   | 108.              |
| 105               | Adam de Vos (CAN)      | 89.               |
| 106               | Emerson Oronte (USA)   | 139.              |
| 107               | Magnus Sheffield (USA) | 112.              |
| 108               | Keegan Swirbul (USA)   | DNF               |

| Caja Rural-Seguros RGA CJR | Caja Rural-Seguros RGA CJR | Caja Rural-Seguros RGA CJR |
| -------------------------- | -------------------------- | -------------------------- |
| Nr                         | Kolarz                     | Miejsce                    |
| 111                        | Jon Aberasturi (ESP)       | 2.                         |
| 112                        | Aritz Bagües (ESP)         | 54.                        |
| 113                        | Jon Barrenetxea (ESP)      | 41.                        |
| 114                        | Josu Etxeberria (ESP)      | 130.                       |
| 115                        | David González López (ESP) | 95.                        |
| 116                        | Jon Irisarri (ESP)         | 61.                        |
| 117                        | Joel Nicolau (ESP)         | 127.                       |
| 118                        | Sergio Martín (ESP)        | 70.                        |

| Bingoal Pauwels Sauces WB BWB | Bingoal Pauwels Sauces WB BWB | Bingoal Pauwels Sauces WB BWB |
| ----------------------------- | ----------------------------- | ----------------------------- |
| Nr                            | Kolarz                        | Miejsce                       |
| 121                           | Boris Vallée (BEL)            | 87.                           |
| 122                           | Wesley Vercamst (BEL)         | DNF                           |
| 124                           | Quentin Venner (BEL)          | 100.                          |
| 125                           | Luc Wirtgen (LUX)             | DNF                           |
| 126                           | Mathijs Paasschens (NED)      | 68.                           |
| 127                           | Dimitri Peyskens (BEL)        | 50.                           |
| 128                           | Stanisław Aniołkowski (POL)   | 14.                           |

| Androni Giocattoli-Sidermec ANS | Androni Giocattoli-Sidermec ANS | Androni Giocattoli-Sidermec ANS |
| ------------------------------- | ------------------------------- | ------------------------------- |
| Nr                              | Kolarz                          | Miejsce                         |
| 131                             | Matteo Malucelli (ITA)          | 10.                             |
| 132                             | Leonardo Marchiori (ITA)        | 92.                             |
| 133                             | Luca Chirico (ITA)              | 53.                             |
| 134                             | János Pelikán (HUN)             | DNF                             |
| 135                             | Filippo Tagliani (ITA)          | 113.                            |
| 136                             | Nicola Venchiarutti (ITA)       | 33.                             |
| 137                             | Mattia Viel (ITA)               | 126.                            |
| 138                             | Žiga Jerman (SLO)               | 26.                             |

| Saint Michel-Auber 93 AUB | Saint Michel-Auber 93 AUB | Saint Michel-Auber 93 AUB |
| ------------------------- | ------------------------- | ------------------------- |
| Nr                        | Kolarz                    | Miejsce                   |
| 141                       | Romain Cardis (FRA)       | 9.                        |
| 142                       | Tony Hurel (FRA)          | 106.                      |
| 143                       | Louis Louvet (FRA)        | DNF                       |
| 144                       | Flavien Maurelet (FRA)    | 72.                       |
| 145                       | Yoann Paillot (FRA)       | 76.                       |
| 146                       | Jason Tesson (FRA)        | 15.                       |
| 147                       | Anthony Maldonado (FRA)   | 105.                      |
| 148                       | Baptiste Bleier (FRA)     | DNF                       |

| Xelliss-Roubaix Lille Métropole XRL | Xelliss-Roubaix Lille Métropole XRL | Xelliss-Roubaix Lille Métropole XRL |
| ----------------------------------- | ----------------------------------- | ----------------------------------- |
| Nr                                  | Kolarz                              | Miejsce                             |
| 151                                 | Julien Antomarchi (FRA)             | 56.                                 |
| 152                                 | Maximilien Picoux (BEL)             | DNF                                 |
| 153                                 | Jérémy Leveau (FRA)                 | 20.                                 |
| 154                                 | Mathias De Witte (BEL)              | 23.                                 |
| 155                                 | Dylan Kowalski (FRA)                | 17.                                 |
| 156                                 | Samuel Leroux (FRA)                 | 88.                                 |
| 157                                 | Emiel Vermeulen (BEL)               | DNF                                 |
| 158                                 | Maxime Urruty (FRA)                 | 34.                                 |

| Uno-X Pro Cycling Team UXT | Uno-X Pro Cycling Team UXT | Uno-X Pro Cycling Team UXT |
| -------------------------- | -------------------------- | -------------------------- |
| Nr                         | Kolarz                     | Miejsce                    |
| 161                        | Søren Wærenskjold (NOR)    | 107.                       |
| 162                        | Lars Saugstad (NOR)        | 85.                        |
| 163                        | Jonas Abrahamsen (NOR)     | 115.                       |
| 164                        | Martin Urianstad (NOR)     | 80.                        |
| 165                        | Kristian Kulset (NOR)      | 131.                       |
| 166                        | Iver Skaarseth (NOR)       | 120.                       |
| 167                        | Morten Hulgaard (DEN)      | 136.                       |
| 168                        | Torstein Træen (NOR)       | 43.                        |

| Canyon dhb SunGod DHB | Canyon dhb SunGod DHB | Canyon dhb SunGod DHB |
| --------------------- | --------------------- | --------------------- |
| Nr                    | Kolarz                | Miejsce               |
| 171                   | Jim Brown (GBR)       | 86.                   |
| 172                   | Andrew Tennant (GBR)  | DNF                   |
| 173                   | Reece Wood (GBR)      | 138.                  |
| 174                   | Rory Townsend (IRL)   | 69.                   |
| 175                   | Robert Scott (GBR)    | 129.                  |
| 176                   | Jacob Scott (GBR)     | 77.                   |
| 177                   | Matthew Bostock (GBR) | 7.                    |
| 178                   | Damien Clayton (GBR)  | 140.                  |

| Swiss Racing Academy SRA | Swiss Racing Academy SRA | Swiss Racing Academy SRA |
| ------------------------ | ------------------------ | ------------------------ |
| Nr                       | Kolarz                   | Miejsce                  |
| 181                      | Stuart Balfour (GBR)     | 133.                     |
| 182                      | Reto Müller (SUI)        | 118.                     |
| 183                      | Matthias Reutimann (SUI) | 119.                     |
| 184                      | Lukas Rüegg (SUI)        | 32.                      |
| 185                      | Théry Schir (SUI)        | 109.                     |
| 186                      | Cyrille Thièry (SUI)     | 37.                      |
| 187                      | Yannis Voisard (SUI)     | OTL                      |
| 188                      | Alex Vogel (SUI)         | 6.                       |

| Riwal Cycling Team RIW | Riwal Cycling Team RIW   | Riwal Cycling Team RIW |
| ---------------------- | ------------------------ | ---------------------- |
| Nr                     | Kolarz                   | Miejsce                |
| 191                    | Jesper Hansen (DEN)      | 19.                    |
| 192                    | Jesper Schultz (DEN)     | 83.                    |
| 193                    | Elmar Reinders (NED)     | 46.                    |
| 194                    | Tobias Kongstad (DEN)    | 18.                    |
| 195                    | Nick van der Lijke (NED) | DNF                    |
| 196                    | Lucas Eriksson (SWE)     | 45.                    |
| 197                    | Rasmus Quaade (DEN)      | 123.                   |
| 198                    | Kim Magnusson (SWE)      | 124.                   |

| Development Team DSM DDS | Development Team DSM DDS   | Development Team DSM DDS |
| ------------------------ | -------------------------- | ------------------------ |
| Nr                       | Kolarz                     | Miejsce                  |
| 201                      | Pavel Bittner (CZE)        | DNF                      |
| 202                      | Leon Heinschke (GER)       | 55.                      |
| 203                      | Enzo Leijnse (NED)         | 133.                     |
| 204                      | Tobias Lund Andresen (DEN) | 142.                     |
| 205                      | Tim Naberman (NED)         | 97.                      |
| 206                      | Pepijn Reinderink (NED)    | 102.                     |
| 207                      | Casper van Uden (NED)      | 27.                      |
| 208                      | Oscar Onley (GBR)          | DNF                      |

| AG2R Citroën Team ACT | AG2R Citroën Team ACT   | AG2R Citroën Team ACT |
| --------------------- | ----------------------- | --------------------- |
| Nr                    | Kolarz                  | Miejsce               |
| 1                     | Marc Sarreau (FRA)      | 5.                    |
| 2                     | Benoît Cosnefroy (FRA)  | 62.                   |
| 3                     | Alexis Gougeard (FRA)   | 114.                  |
| 4                     | Dorian Godon (FRA)      | 4.                    |
| 5                     | Anthony Jullien (FRA)   | 28.                   |
| 6                     | Lawrence Naesen (BEL)   | 22.                   |
| 7                     | Nans Peters (FRA)       | 36.                   |
| 8                     | Nicolas Prodhomme (FRA) | DNF                   |

| Cofidis COF | Cofidis COF               | Cofidis COF |
| ----------- | ------------------------- | ----------- |
| Nr          | Kolarz                    | Miejsce     |
| 11          | Elia Viviani (ITA)        | 1.          |
| 12          | Fabio Sabatini (ITA)      | 42.         |
| 13          | Simon Geschke (GER)       | 58.         |
| 14          | Eddy Finé (FRA)           | 93.         |
| 15          | Emmanuel Morin (FRA)      | 65.         |
| 16          | Anthony Perez (FRA)       | 94.         |
| 17          | Pierre-Luc Périchon (FRA) | 52.         |
| 18          | Victor Lafay (FRA)        | 117.        |

| Groupama-FDJ GFC | Groupama-FDJ GFC        | Groupama-FDJ GFC |
| ---------------- | ----------------------- | ---------------- |
| Nr               | Kolarz                  | Miejsce          |
| 21               | Alexys Brunel (FRA)     | 109.             |
| 22               | Clément Davy (FRA)      | 96.              |
| 23               | Jake Stewart (GBR)      | 29.              |
| 24               | Lars van den Berg (NED) | DNF              |
| 25               | Rait Ärm (EST)          | 81.              |
| 26               | Paul Penhoët (FRA)      | 125.             |
| 27               | Romain Seigle (FRA)     | 74.              |
| 28               | Lewis Askey (GBR)       | 66.              |

| Intermarché-Wanty-Gobert Matériaux IWG | Intermarché-Wanty-Gobert Matériaux IWG | Intermarché-Wanty-Gobert Matériaux IWG |
| -------------------------------------- | -------------------------------------- | -------------------------------------- |
| Nr                                     | Kolarz                                 | Miejsce                                |
| 31                                     | Théo Delacroix (FRA)                   | 51.                                    |
| 32                                     | Jasper De Plus (BEL)                   | 91.                                    |
| 33                                     | Ludwig De Winter (BEL)                 | 84.                                    |
| 34                                     | Maurits Lammertink (NED)               | 11.                                    |
| 35                                     | Riccardo Minali (ITA)                  | DNF                                    |
| 36                                     | Georg Zimmermann (GER)                 | 30.                                    |
| 37                                     | Wesley Kreder (NED)                    | 31.                                    |

| Arkéa-Samsic ARK | Arkéa-Samsic ARK         | Arkéa-Samsic ARK |
| ---------------- | ------------------------ | ---------------- |
| Nr               | Kolarz                   | Miejsce          |
| 41               | Thomas Boudat (FRA)      | 8.               |
| 42               | Nacer Bouhanni (FRA)     | DSQ              |
| 43               | Thibault Guernalec (FRA) | 137.             |
| 44               | Markus Pajur (EST)       | 73.              |
| 45               | Romain Hardy (FRA)       | 122.             |
| 46               | Winner Anacona (COL)     | 48.              |
| 47               | Dayer Quintana (COL)     | 71.              |

| Delko DKO | Delko DKO                 | Delko DKO |
| --------- | ------------------------- | --------- |
| Nr        | Kolarz                    | Miejsce   |
| 51        | Pierre Barbier (FRA)      | 3.        |
| 52        | Clément Berthet (FRA)     | 39.       |
| 53        | Lucas De Rossi (FRA)      | 60.       |
| 54        | Evaldas Šiškevicius (LTU) | 64.       |
| 55        | Biniam Girmay (ERI)       | 47.       |
| 56        | Dušan Rajović (SRB)       | DNF       |
| 57        | August Jensen (NOR)       | 116.      |
| 58        | Clément Carisey (FRA)     | 98.       |

| B&B Hotels p/b KTM BBK | B&B Hotels p/b KTM BBK | B&B Hotels p/b KTM BBK |
| ---------------------- | ---------------------- | ---------------------- |
| Nr                     | Kolarz                 | Miejsce                |
| 61                     | Pierre Rolland (FRA)   | 40.                    |
| 62                     | Cyril Barthe (FRA)     | 57.                    |
| 63                     | Maxime Chevalier (FRA) | 135.                   |
| 64                     | Thibault Ferasse (FRA) | 104.                   |
| 65                     | Jonathan Hivert (FRA)  | 110.                   |
| 66                     | Luca Mozzato (ITA)     | 24.                    |
| 67                     | Kévin Reza (FRA)       | 67.                    |
| 68                     | Nicola Bagioli (ITA)   | DNF                    |

| Burgos-BH BBH | Burgos-BH BBH            | Burgos-BH BBH |
| ------------- | ------------------------ | ------------- |
| Nr            | Kolarz                   | Miejsce       |
| 71            | Victor Langellotti (MON) | DNF           |
| 72            | Isaac Cantón (ESP)       | 79.           |
| 73            | Manuel Peñalver (ESP)    | 111.          |
| 74            | Juan Felipe Osorio (COL) | 78.           |
| 75            | Alex Molenaar (NED)      | 128.          |
| 76            | Ángel Fuentes (ESP)      | 25.           |
| 77            | Jesús Ezquerra (ESP)     | 16.           |
| 78            | Edwin Ávila (COL)        | 82.           |

| Total Direct Énergie TDE | Total Direct Énergie TDE | Total Direct Énergie TDE |
| ------------------------ | ------------------------ | ------------------------ |
| Nr                       | Kolarz                   | Miejsce                  |
| 81                       | Niccolò Bonifazio (ITA)  | 13.                      |
| 82                       | Alexandre Geniez (FRA)   | 59.                      |
| 83                       | Jérôme Cousin (FRA)      | DNF                      |
| 84                       | Marlon Gaillard (FRA)    | 103.                     |
| 85                       | Valentin Ferron (FRA)    | 49.                      |
| 86                       | Lorrenzo Manzin (FRA)    | 99.                      |
| 87                       | Paul Ourselin (FRA)      | 101.                     |
| 88                       | Julien Simon (FRA)       | 21.                      |

| Sport Vlaanderen-Baloise SVB | Sport Vlaanderen-Baloise SVB | Sport Vlaanderen-Baloise SVB |
| ---------------------------- | ---------------------------- | ---------------------------- |
| Nr                           | Kolarz                       | Miejsce                      |
| 91                           | Ruben Apers (BEL)            | DNF                          |
| 92                           | Kenny De Ketele (BEL)        | 90.                          |
| 93                           | Sander De Pestel (BEL)       | 134.                         |
| 94                           | Julian Mertens (BEL)         | DNF                          |
| 95                           | Jens Reynders (BEL)          | 35.                          |
| 96                           | Aaron Verwilst (BEL)         | 75.                          |
| 97                           | Sasha Weemaes (BEL)          | 141.                         |

| Rally Cycling RLY | Rally Cycling RLY      | Rally Cycling RLY |
| ----------------- | ---------------------- | ----------------- |
| Nr                | Kolarz                 | Miejsce           |
| 101               | Stephen Bassett (USA)  | 38.               |
| 102               | Robin Carpenter (USA)  | 121.              |
| 103               | Pier-André Côté (CAN)  | 12.               |
| 104               | Matteo Dal-Cin (CAN)   | 108.              |
| 105               | Adam de Vos (CAN)      | 89.               |
| 106               | Emerson Oronte (USA)   | 139.              |
| 107               | Magnus Sheffield (USA) | 112.              |
| 108               | Keegan Swirbul (USA)   | DNF               |

| Caja Rural-Seguros RGA CJR | Caja Rural-Seguros RGA CJR | Caja Rural-Seguros RGA CJR |
| -------------------------- | -------------------------- | -------------------------- |
| Nr                         | Kolarz                     | Miejsce                    |
| 111                        | Jon Aberasturi (ESP)       | 2.                         |
| 112                        | Aritz Bagües (ESP)         | 54.                        |
| 113                        | Jon Barrenetxea (ESP)      | 41.                        |
| 114                        | Josu Etxeberria (ESP)      | 130.                       |
| 115                        | David González López (ESP) | 95.                        |
| 116                        | Jon Irisarri (ESP)         | 61.                        |
| 117                        | Joel Nicolau (ESP)         | 127.                       |
| 118                        | Sergio Martín (ESP)        | 70.                        |

| Bingoal Pauwels Sauces WB BWB | Bingoal Pauwels Sauces WB BWB | Bingoal Pauwels Sauces WB BWB |
| ----------------------------- | ----------------------------- | ----------------------------- |
| Nr                            | Kolarz                        | Miejsce                       |
| 121                           | Boris Vallée (BEL)            | 87.                           |
| 122                           | Wesley Vercamst (BEL)         | DNF                           |
| 124                           | Quentin Venner (BEL)          | 100.                          |
| 125                           | Luc Wirtgen (LUX)             | DNF                           |
| 126                           | Mathijs Paasschens (NED)      | 68.                           |
| 127                           | Dimitri Peyskens (BEL)        | 50.                           |
| 128                           | Stanisław Aniołkowski (POL)   | 14.                           |

| Androni Giocattoli-Sidermec ANS | Androni Giocattoli-Sidermec ANS | Androni Giocattoli-Sidermec ANS |
| ------------------------------- | ------------------------------- | ------------------------------- |
| Nr                              | Kolarz                          | Miejsce                         |
| 131                             | Matteo Malucelli (ITA)          | 10.                             |
| 132                             | Leonardo Marchiori (ITA)        | 92.                             |
| 133                             | Luca Chirico (ITA)              | 53.                             |
| 134                             | János Pelikán (HUN)             | DNF                             |
| 135                             | Filippo Tagliani (ITA)          | 113.                            |
| 136                             | Nicola Venchiarutti (ITA)       | 33.                             |
| 137                             | Mattia Viel (ITA)               | 126.                            |
| 138                             | Žiga Jerman (SLO)               | 26.                             |

| Saint Michel-Auber 93 AUB | Saint Michel-Auber 93 AUB | Saint Michel-Auber 93 AUB |
| ------------------------- | ------------------------- | ------------------------- |
| Nr                        | Kolarz                    | Miejsce                   |
| 141                       | Romain Cardis (FRA)       | 9.                        |
| 142                       | Tony Hurel (FRA)          | 106.                      |
| 143                       | Louis Louvet (FRA)        | DNF                       |
| 144                       | Flavien Maurelet (FRA)    | 72.                       |
| 145                       | Yoann Paillot (FRA)       | 76.                       |
| 146                       | Jason Tesson (FRA)        | 15.                       |
| 147                       | Anthony Maldonado (FRA)   | 105.                      |
| 148                       | Baptiste Bleier (FRA)     | DNF                       |

| Xelliss-Roubaix Lille Métropole XRL | Xelliss-Roubaix Lille Métropole XRL | Xelliss-Roubaix Lille Métropole XRL |
| ----------------------------------- | ----------------------------------- | ----------------------------------- |
| Nr                                  | Kolarz                              | Miejsce                             |
| 151                                 | Julien Antomarchi (FRA)             | 56.                                 |
| 152                                 | Maximilien Picoux (BEL)             | DNF                                 |
| 153                                 | Jérémy Leveau (FRA)                 | 20.                                 |
| 154                                 | Mathias De Witte (BEL)              | 23.                                 |
| 155                                 | Dylan Kowalski (FRA)                | 17.                                 |
| 156                                 | Samuel Leroux (FRA)                 | 88.                                 |
| 157                                 | Emiel Vermeulen (BEL)               | DNF                                 |
| 158                                 | Maxime Urruty (FRA)                 | 34.                                 |

| Uno-X Pro Cycling Team UXT | Uno-X Pro Cycling Team UXT | Uno-X Pro Cycling Team UXT |
| -------------------------- | -------------------------- | -------------------------- |
| Nr                         | Kolarz                     | Miejsce                    |
| 161                        | Søren Wærenskjold (NOR)    | 107.                       |
| 162                        | Lars Saugstad (NOR)        | 85.                        |
| 163                        | Jonas Abrahamsen (NOR)     | 115.                       |
| 164                        | Martin Urianstad (NOR)     | 80.                        |
| 165                        | Kristian Kulset (NOR)      | 131.                       |
| 166                        | Iver Skaarseth (NOR)       | 120.                       |
| 167                        | Morten Hulgaard (DEN)      | 136.                       |
| 168                        | Torstein Træen (NOR)       | 43.                        |

| Canyon dhb SunGod DHB | Canyon dhb SunGod DHB | Canyon dhb SunGod DHB |
| --------------------- | --------------------- | --------------------- |
| Nr                    | Kolarz                | Miejsce               |
| 171                   | Jim Brown (GBR)       | 86.                   |
| 172                   | Andrew Tennant (GBR)  | DNF                   |
| 173                   | Reece Wood (GBR)      | 138.                  |
| 174                   | Rory Townsend (IRL)   | 69.                   |
| 175                   | Robert Scott (GBR)    | 129.                  |
| 176                   | Jacob Scott (GBR)     | 77.                   |
| 177                   | Matthew Bostock (GBR) | 7.                    |
| 178                   | Damien Clayton (GBR)  | 140.                  |

| Swiss Racing Academy SRA | Swiss Racing Academy SRA | Swiss Racing Academy SRA |
| ------------------------ | ------------------------ | ------------------------ |
| Nr                       | Kolarz                   | Miejsce                  |
| 181                      | Stuart Balfour (GBR)     | 133.                     |
| 182                      | Reto Müller (SUI)        | 118.                     |
| 183                      | Matthias Reutimann (SUI) | 119.                     |
| 184                      | Lukas Rüegg (SUI)        | 32.                      |
| 185                      | Théry Schir (SUI)        | 109.                     |
| 186                      | Cyrille Thièry (SUI)     | 37.                      |
| 187                      | Yannis Voisard (SUI)     | OTL                      |
| 188                      | Alex Vogel (SUI)         | 6.                       |

| Riwal Cycling Team RIW | Riwal Cycling Team RIW   | Riwal Cycling Team RIW |
| ---------------------- | ------------------------ | ---------------------- |
| Nr                     | Kolarz                   | Miejsce                |
| 191                    | Jesper Hansen (DEN)      | 19.                    |
| 192                    | Jesper Schultz (DEN)     | 83.                    |
| 193                    | Elmar Reinders (NED)     | 46.                    |
| 194                    | Tobias Kongstad (DEN)    | 18.                    |
| 195                    | Nick van der Lijke (NED) | DNF                    |
| 196                    | Lucas Eriksson (SWE)     | 45.                    |
| 197                    | Rasmus Quaade (DEN)      | 123.                   |
| 198                    | Kim Magnusson (SWE)      | 124.                   |

| Development Team DSM DDS | Development Team DSM DDS   | Development Team DSM DDS |
| ------------------------ | -------------------------- | ------------------------ |
| Nr                       | Kolarz                     | Miejsce                  |
| 201                      | Pavel Bittner (CZE)        | DNF                      |
| 202                      | Leon Heinschke (GER)       | 55.                      |
| 203                      | Enzo Leijnse (NED)         | 133.                     |
| 204                      | Tobias Lund Andresen (DEN) | 142.                     |
| 205                      | Tim Naberman (NED)         | 97.                      |
| 206                      | Pepijn Reinderink (NED)    | 102.                     |
| 207                      | Casper van Uden (NED)      | 27.                      |
| 208                      | Oscar Onley (GBR)          | DNF                      |

## Klasyfikacja generalna
| \| Klasyfikacja generalna \| Klasyfikacja generalna \| Klasyfikacja generalna \| Klasyfikacja generalna \| Klasyfikacja generalna \| \| Kolarz \| Kolarz \| Państwo \| Drużyna \| Czas \| \| ---------------------- \| ---------------------- \| ---------------------- \| --------------------------- \| ---------------------- \| \| 1. \| Elia Viviani \| Włochy \| Cofidis \| 4h 43' 35" \| \| 2. \| Jon Aberasturi \| Hiszpania \| Caja Rural-Seguros RGA \| + 0" \| \| 3. \| Pierre Barbier \| Francja \| Delko \| + 0" \| \| 4. \| Dorian Godon \| Francja \| AG2R Citroën Team \| + 0" \| \| 5. \| Marc Sarreau \| Francja \| AG2R Citroën Team \| + 0" \| \| 6. \| Alex Vogel \| Szwajcaria \| Swiss Racing Academy \| + 0" \| \| 7. \| Matthew Bostock \| Wielka Brytania \| Canyon dhb SunGod \| + 0" \| \| 8. \| Thomas Boudat \| Francja \| Arkéa-Samsic \| + 0" \| \| 9. \| Romain Cardis \| Francja \| Saint Michel-Auber 93 \| + 0" \| \| 10. \| Matteo Malucelli \| Włochy \| Androni Giocattoli-Sidermec \| + 0" \| |                  |                 |                             |            |
| |                  |                 |                             |            |
| Źródło: ProCyclingStats |                  |                 |                             |            |
| Klasyfikacja generalna |                  |                 |                             |            |
| Kolarz | Kolarz           | Państwo         | Drużyna                     | Czas       |
| 1. | Elia Viviani     | Włochy          | Cofidis                     | 4h 43' 35" |
| 2. | Jon Aberasturi   | Hiszpania       | Caja Rural-Seguros RGA      | + 0"       |
| 3. | Pierre Barbier   | Francja         | Delko                       | + 0"       |
| 4. | Dorian Godon     | Francja         | AG2R Citroën Team           | + 0"       |
| 5. | Marc Sarreau     | Francja         | AG2R Citroën Team           | + 0"       |
| 6. | Alex Vogel       | Szwajcaria      | Swiss Racing Academy        | + 0"       |
| 7. | Matthew Bostock  | Wielka Brytania | Canyon dhb SunGod           | + 0"       |
| 8. | Thomas Boudat    | Francja         | Arkéa-Samsic                | + 0"       |
| 9. | Romain Cardis    | Francja         | Saint Michel-Auber 93       | + 0"       |
| 10. | Matteo Malucelli | Włochy          | Androni Giocattoli-Sidermec | + 0"       |